# Visokofrekvenčni aktivni program avroralnega raziskovanja
Visokofrekvenčni aktivni program avroralnega raziskovanja (angleško High-frequency Active Auroral Research Program), bolj znan po kratici HAARP, je raziskovalni program Univerze Aljaske v Fairbanksu (Združene države Amerike), v sklopu katerega znanstveniki preučujejo ionosfero, eno od zunanjih plasti ozračja. Obsega raziskovalno infrastrukturo pri kraju Gakona na jugu Aljaske, glavni del katere je Ionosferski raziskovalni instrument (Ionospheric Research Instrument, IRI), močan radijski oddajnik, ki ga sestavlja mreža 12×15 anten in deluje v visokofrekvenčnem območju. Z IRI raziskovalci začasno vzbudijo majhen del ionosfere, nakar z merilnimi instrumenti (VHF in UHF radarji, magnetometri in ionosferska sonda) preučujejo dogajanje v vzbujenem območju.
Projekt so skupaj zagnali ameriško Vojno letalstvo, Vojna mornarica, Univerza Aljaske v Fairbanksu in Agencija za napredne obrambne analize (DARPA). Raziskovalno infrastrukturo je zasnovalo in zgradilo podjetje BAE Advanced Technologies. Njen prvotni namen je bil preučiti ionosfero in oceniti potencial tehnike za izboljšanje radijske komunikacije ter nadzora – konkretneje s tvorbo motenj v strukturi ionosferske plazme zaradi segrevanja, od katerih bi se lahko odbil radijski signal, kar bi zaobšlo težavo ukrivljenosti Zemljinega površja pri pošiljanju signalov na dolge razdalje. Aktivni oddajnik z največjo močjo 3,6 MW omogoča nadzorovano vzbujanje motenj v ionosferi, kar je učinkoviteje od preprostejšega spremljanja pojavov, ki jih v določenih pogojih naravno vzbuja mnogo močnejše Sončevo žarčenje. Zdaj se infrastruktura uporablja zlasti za študij temeljnih fizikalnih vprašanj o tej plasti ozračja in preučevanje vpliva motenj na satelitske komunikacije.

## Zgodovina
Gradnja kompleksa HAARP se je pričela leta 1993, trenutno delujoči IRI pa je bil končan leta 2007. 
Maja 2014 je vojska oznanila, da bo ugasnila in razdrla HAARP, a so se raziskovalci zavzeli za ohranitev. Tako je lastništvo in upravljanje avgusta 2015 v celoti prevzela univerza, ki ga zdaj ponuja v najem.

## Teorije zarote
Že med gradnjo je HAARP postal priljubljen med tvorci teorij zarote zaradi skrivnostnosti, ki je obdajala vojaški projekt v oddaljeni aljaški divjini, nedostopen javnosti. Glede namena si niso enotni: sodeč po najbolj razširjenih teorijah se HAARP kot orožje uporablja za nadzor vremena ali nadzor uma (slednje včasih v kombinaciji s sorodno teorijo zarote kemičnih sledi), obstajajo pa tudi trditve, da so Američani z njimi prožili potrese ali pošiljali močne energetske žarke na tarče.
Trditve so pritegnile dovolj pozornosti, da so o njih razpravljali denimo v Evropskem parlamentu, Hugo Chávez pa je HAARP javno okrivil za potres na Haitiju leta 2010. Tudi med slovenskimi uporabniki družbenih omrežij se pojavijo ob vsaki hujši vremenski nepriliki.
Po mnenju strokovnjakov so tovrstne teorije povsem neinformirane. Energija, ki jo IRI oddaja, je neznatna v primerjavi s Sončevo, poleg tega je usmerjena v ionosfero, medtem ko vremenski pojavi nastajajo v troposferi več deset kilometrov nižje.